# Belén (Lempira)
Pour les articles homonymes, voir Belén.
Belén est une municipalité du Honduras, située dans le département de Lempira. La municipalité est fondée en 1871. Elle comprend 5 villages et 51 hameaux.

## Source de la traduction
- (es) Cet article est partiellement ou en totalité issu de l’article de Wikipédia en espagnol intitulé « Belén, Honduras » (voir la liste des auteurs).